# Місія ООН у Таджикистані
Місія спостерігачів Організації Об'єднаних Націй у Таджикистані (UNMOT) — миротворча місія створена Радою Безпеки Організації Об'єднаних Націй 16 грудня 1994 року для спостереження за припиненням вогню між силами уряду Таджикистану та Об'єднаної таджицької опозиції. Після підписання загальної мирної угоди 1997 року мандат UNMOT було розширено і доповнено функціями з контролю над дотриманням мирної угоди. Місія успішно виконала поставлені завдання і припинила свою діяльність 15 травня 2000 року.

### Країни-учасники
- Австрія
- Бангладеш
- Болгарія
- Угорщина
- Гана
- Данія
- Індонезія
- Йорданія
- Непал
- Нігерія
- Польща
- Україна
- Уругвай
- Чехія
- Швейцарія